# Malmea
Genre
Malmea est un genre de plantes à fleurs de la famille des Annonaceae. Ce sont des arbres ou des arbustes originaires de l'Amérique centrale (Panama) et du nord de l'Amérique du Sud.

## Liste des espèces
Selon The Plant List (10 avril 2019) :
- Malmea cuspidata Diels, 1931

Selon Plants of the World online (POWO) (27 juin 2024):
- Malmea dielsiana R.E.Fr.
- Malmea dimera Chatrou
- Malmea guianensis R.E.Fr.
- Malmea manausensis Maas & Miralha
- Malmea obovata R.E.Fr.
- Malmea surinamensis Chatrou

## Publication originale
- Robert Elias Fries, Ark. Bot. 5(4): 3 (1906).